# Burg (Mosel)
Burg (Mosel) is een gemeente in de Duitse deelstaat Rijnland-Palts, en maakt deel uit van de Landkreis Bernkastel-Wittlich. Burg ligt op de rechteroever van de Moezel en telt 366 inwoners.

## Bestuur
De plaats is een Ortsgemeinde en maakt deel uit van de Verbandsgemeinde Traben-Trarbach.